# 쑨원광
쑨원광(중국어 간체자: 孙文广, 정체자: 孫文廣, 1934년 8월 26일~ 2021 )은 중화인민공화국 출신의 前 산둥대학교 물리학 교수이며, 정치 활동가, 비판가이기도 하다.

## 활동 경력
1982년에 교수 활동을 은퇴 하였으며, 쑨원광은 2008년에 자기비판을 한 경력을 가지고 있으며, 2018년 당시에는 시진핑의 일대일로 정책을 미국의 소리 생방송에서 공개적으로 비판하다가 공안에 강제적으로 연류된 바가 있다.

## 같이 보기
- 시진핑
- 일대일로